# 桑耶寺
桑耶寺，或桑耶贡巴（藏語：བསམ་ཡས་དགོན་པ།，威利转写：bsam yas dgon pa），又名“存想寺”、“无边寺”，位于中国西藏自治区山南市的扎囊县桑耶镇境内，雅鲁藏布江北岸的哈布山下。它始建于公元8世纪吐蕃王朝时期，是西藏第一座剃度僧人出家的寺院。寺内建筑按佛教的宇宙观进行布局，中心佛殿兼具藏族、汉族、印度三种风格，因此也被称作“三样寺”。1996年，桑耶寺被中华人民共和国国务院公布为第四批全国重点文物保护单位之一。2005年，桑耶寺被评定为国家4A级旅游景区。

## 历史沿革
桑耶寺的全名是“贝扎玛桑耶敏久伦吉白祖拉康”，藏文含义为“吉祥红岩思量无际不变顿成神殿”。公元7世纪时，吐蕃赞普松赞干布分别与尼泊尔、唐王朝联姻，迎娶了赤尊公主和文成公主，同时也将佛教引入了西藏。虽然当时修建了大昭寺和小昭寺，但这些寺院主要用作王室供养佛像，或者给外来的游方僧提供落脚地点，寺内实际上并没有修行的僧侣。
8世纪末，吐蕃达到了其全盛时期。时任赞普的赤松德赞笃信佛教，他将印度的两位佛教大师寂护和莲花生（padma byung gnas）迎请至西藏弘扬佛法，并决定为他们修建一座寺院。经过莲花生等人的实地勘测，最终选址在靠近吐蕃冬宫的雅鲁藏布江北岸兴建，并由寂护设计出了建设方案。据《巴協》记载，762年，赤松德赞亲自为寺院举行奠基，此后在莲花生的主持下，经过长达十二年时间的建造，到775年终告落成。由于有传说在初建时，赤松德赞急于想知道建成后的景象，于是莲花生就从掌中变出了寺院的幻象，赤松德赞看后不禁惊呼“桑耶”（意为“出乎意料”、“不可想象”），后来就把这一声惊语作为了寺名。
桑耶寺落成后举行了盛大的开光仪式。赤松德赞又从唐朝、印度和于阗等地邀请来僧人住寺传经译经，并宣布吐蕃上下一律遵奉佛教。此外，他还亲自挑选了七名贵族子弟剃度为僧，成为桑耶寺的第一代喇嘛，也是西藏的第一批出家僧人，史称“预试七人”（sad-mi mi-bdun）。因此桑耶寺是西藏第一座具备佛、法、僧三宝的正规寺院，在藏传佛教界拥有崇高的地位。
9世纪中叶，吐蕃禁止佛教传播，桑耶寺也遭到封禁。10世纪后期重新开放后，这里遂成为宁玛派（红教）的中心寺院。萨迦派统治时期，对该寺进行过修葺，并派遣僧人住寺，此后就形成了宁玛、萨迦两派共处一寺的局面。

## 寺院布局
桑耶寺是以古印度波罗王朝在摩揭陀所建的欧丹达菩提寺（o-tanta-pu-ri，飞行寺）为蓝本兴建的，虽然后世因为火灾而多次重建，但建筑格局始终保持了初建时的风貌。目前寺内的建筑大都是在七世达赖时重建的，占地面积约11万平方米。寺院的平面为椭圆形，按佛经中的世界构造进行了布局，整体磅礴大气，宏伟壮观。
桑耶寺的核心建筑乌策大殿位于全寺的中央位置，象征着宇宙中心、也是佛之居所的须弥山。大殿的南北两侧修建了象征太阳和月亮的妙满殿和妙宝殿，在东西南北方向修建了四座大殿，象征四大部洲，四大殿的两边再各有一座配殿，象征八小部洲。大殿的四角外有红、绿、黑、白四座形制特殊、风格不同的舍利塔，分别象征四大天王。这些建筑都被一堵圆形的围墙所包围，象征着世界的边缘——铁围山。

## 乌策大殿

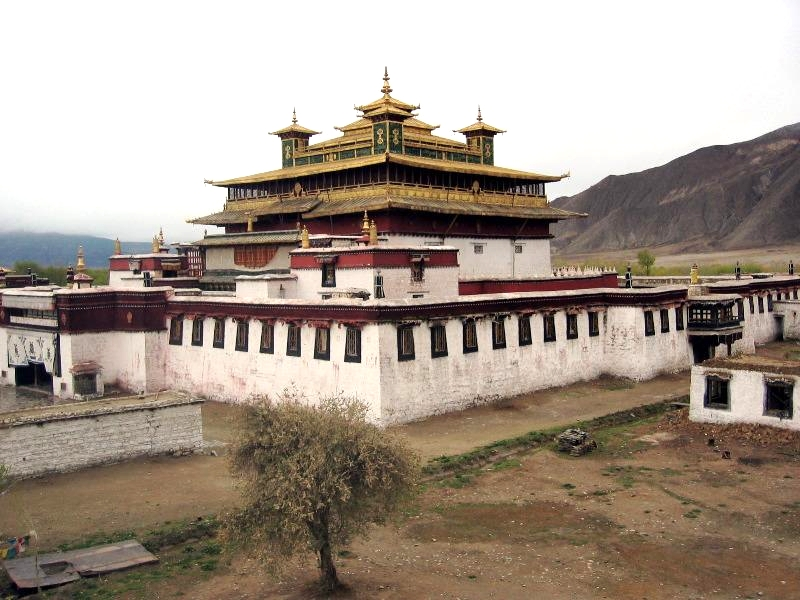
乌策大殿

乌策大殿（乌孜仁松拉康）又称多吉德殿，是寺中最高大壮观的建筑，总面积约8900平方米。大殿坐西朝东，外观似有五层，内部实际只有三层，每层的高度在5.5米到6米之间。殿堂的底层为藏式建筑，中层为汉式建筑，上层为印度风格，分别由三地的工匠设计施工，因此也有人把寺院称作“三样寺”。
大殿之外有一周回廊，开东、南、北三座大门。东面门楼顶上饰有经幢，檐下悬挂巨幅“鲜布”。门左右的墙上饰有象征吉祥富贵的浮雕名叫“扎西塔结”。门楼与左右回廊相接，廊下有双排柱，廊壁上绘满了精美的壁画。
大殿底层分成两部分，前为经堂，后为佛殿。经堂面阔七间，进深四间，两侧分立着藏传佛教的先驱“预世七人”像。佛殿四周为千佛壁画，殿中供奉一尊用整块巨石雕出的释迦牟尼像，高3.9米，据说在建庙伊始便已存在。在佛像两侧各有5尊菩萨像和1尊护法神像，是近年来新建造的。
中层有佛殿和达赖喇嘛寝宫，是汉族的经堂式建筑。其廊道上有著名的“西藏史”壁画，记述了从远古传说罗刹女与神猴结合繁衍藏族开始，一直到九世达赖统治时期的历史。殿堂内现供奉莲花生大师像和释迦牟尼、无量光佛的铜像。
上层殿中有双排的回字形立柱，中央供大日如来佛，两旁有八大菩萨及许多欢喜佛的佛像，均依印度人的外形塑造。殿顶为金刚宝座式顶，中间三檐攒尖顶，四角均为单檐攒尖顶，也是印度风格。
另外，在乌策大殿的东门前还有一幢九层的展佛殿，每逢藏历晒佛节，都会将巨幅释迦牟尼绣像挂在高墙上。但文化大革命期间，该殿的上面六层被拆毁，故现只存三层。
在东门的南侧有立于赤松德赞时期的方柱形石碑，风格古朴，没有花纹等装饰。这就是著名的《桑耶兴佛证监碑》，碑文均为古代藏文，内容是公元779年赤松德赞为供养桑耶寺作出的盟誓。在大殿的门廊内还有赤松德赞王妃与王子赤德松赞所铸的大钟，是西藏地区铸造的第一口铜钟。钟体镌刻藏文铭文，记颂了赤松德赞弘扬佛法的事迹。

## 其他建筑

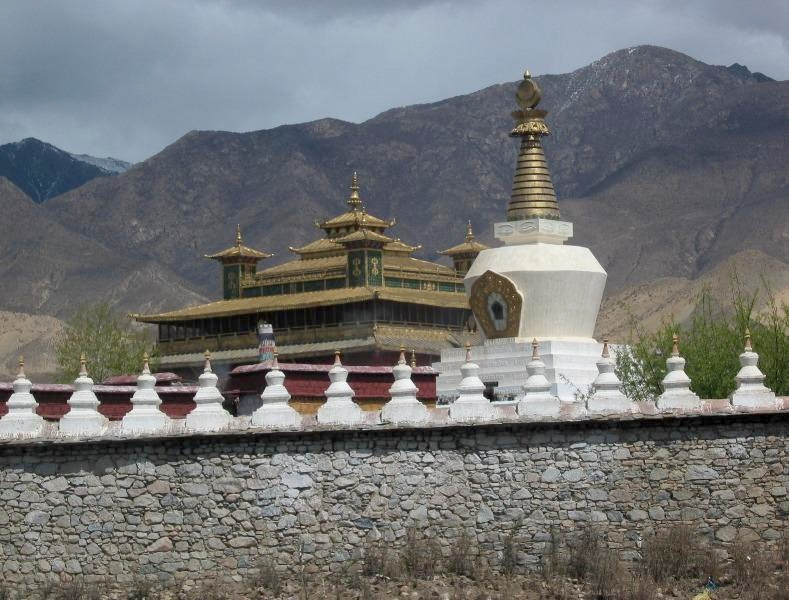
乌策大殿和白塔

乌策大殿外有象征四大部洲的神殿。正东为江白林，供奉文殊菩萨像。正西为强巴林，供奉弥勒佛像。正南为阿雅八津林，供奉无量光佛像。正北为桑结林，原供奉释迦牟尼铜像，现奉千佛像，其壁画以佛母讲经图为主。
乌策大殿的四角有红绿黑白四塔，象征四大天王。黑塔为条砖砌成，塔身如三叠覆锅。绿塔以绿色琉璃砖砌筑，共有三层，下两层四面各开龛室，顶层为覆钵式塔身。白塔塔身方形，腰部以上逐层收缩为阶梯状，塔基四周的方形围墙上有108座小塔。红塔周身土红色并泛有光泽，形状似方而实圆，状若覆钟。
桑耶寺的围墙长1008米，高4米，墙上每隔1米就有一座红陶塔，共1008座佛塔。墙四面各开一座大门，东门为正门。寺内还有赤松德赞妃子的行宫曲姆林松（三妃宫）以及经房、译经场、库房、僧舍等建筑。在离围墙不远处，有一圈麻呢廊洛墙，两墙之间有转经道等。
桑耶寺内珍藏有大量泥塑、石雕、壁画等艺术品。在各殿堂、回廊和甬道的墙壁上，随处都有壁画和唐卡（佛教卷轴画），题材主要有佛像、菩萨像、佛教故事和桑耶寺全景图等。此外还有不少西藏史记、莲花生传记和反映当地风土人情、僧众生活的画作，为其他寺院所罕见。